# Katalónia zászlaja

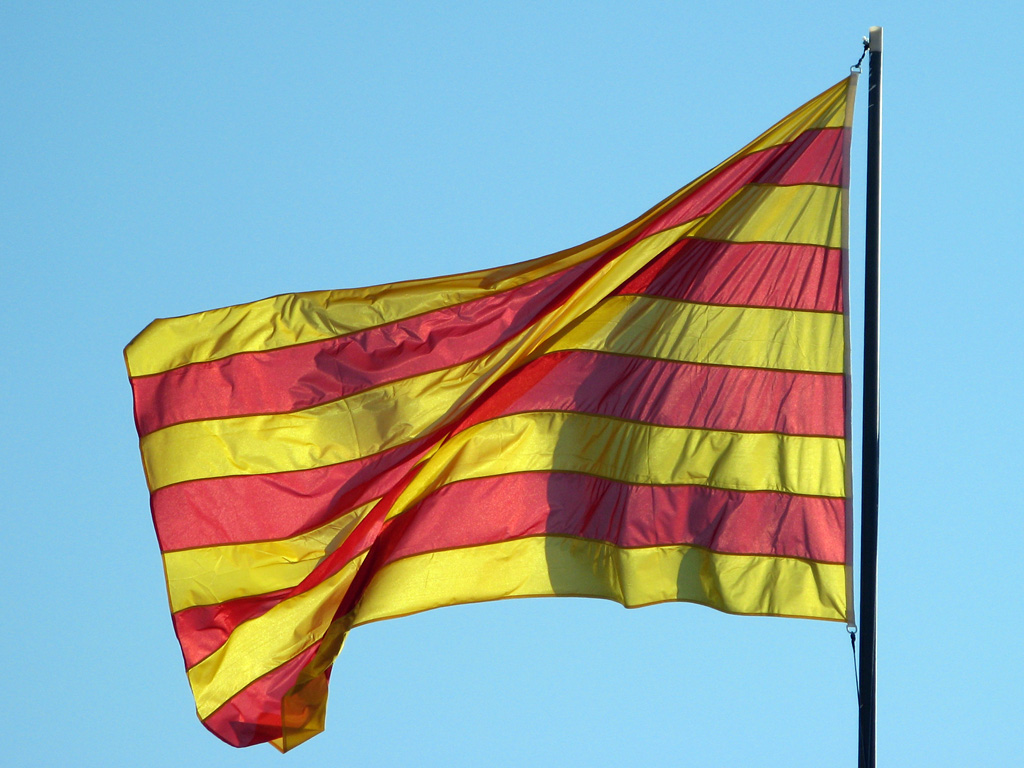
A Senyera

A Senyera (katalán) vagy Señera (spanyol) egy zászlótípus, melyen arany mezőben négy vörös pólya található. A zászlón Katalónia középkori címerének sávjai találhatók vízszintes elrendezésben. Ma ez a zászlaja Katalóniának, és ez az alapja Aragónia, Valencia és a Baleár-szigetek autonóm közösségeinek is.

## Története
Állítólag a Senyera a világ legidősebb zászlója (1159).[forrás?] Egy XIV. századi legenda alapján a zászló eredete a IX. századig nyúlik vissza. Valószínűbb azonban, hogy szimbólumok a pre-heraldikus időkig, a XI. vagy XII. századig vezethetők vissza. Eredetileg a Senyera a Barcelonai grófság címere volt, ahol a sávok függőlegesen futottak, a zászlón azonban vízszintesek. A legenda szerint I. Wilfried barcelonai úr egy csatában súlyos sérülést szenvedett. Ekkor II. (Kopasz) Károly római császár beledugta az ujját a sebbe, hogy elállítsa a vérzést. A seb széleiből kibuggyanó vér vörös csíkokat hagyott Wilfried arany páncélján.
Miguel Primo de Rivera (1923-1930), majd Franco (1939-1975) diktatúrája alatt használata illegálisnak számított, mint katalán nemzeti szimbólum.

## Változatok

A független Katalóniának szánt lobogó
A katalán szocialista függetlenségi mozgalom zászlója
A független Valenciának szánt zászló